# Сільський округ імені Кудайбергена Жубанова
Сільський округ імені Кудайберге́на Жуба́нова (каз. Құдайберген Жұбанов ат. ауылдық округі, рос. Сельский округ имени Кудайбергена Жубанова) — адміністративна одиниця у складі Мугалжарського району Актюбінської області Казахстану. Адміністративний центр — село Караколь.
Населення — 641 особа (2021; 1005 у 2009, 1255 у 1999, 1591 у 1989).
Станом на 1989 рік існувала Уркачевська сільська рада (села Жанатурмис, Калініно, Михайловка) Мугоджарського району. 1993 року сільради перетворена в Уркашівський сільський округ, який пізніше був перейменований в сучасну назву. Село Каралаатсай було ліквідовано згідно з рішенням Актюбінського обласного масліхату від 11 грудня 2013 року № 173 та постановою Актюбінського обласного акімату від 11 грудня 2013 року № 396.

## Склад
До складу округу входять такі населені пункти:
| Населений пункт   | Колишні назви | Населення, осіб (1989) | Населення, осіб (1999) | Населення, осіб (2009) | Населення, осіб (2021) |
| ----------------- | ------------- | ---------------------- | ---------------------- | ---------------------- | ---------------------- |
| Жанатурмис, село  | -             | 291                    | 226                    | 192                    | 135                    |
| Караколь, село    | Михайловка    | 1167                   | 958                    | 813                    | 506                    |
| Каралаатсай, село | Калініно      | 133                    | 71                     | 0                      | -                      |